# Quần đảo Aegea

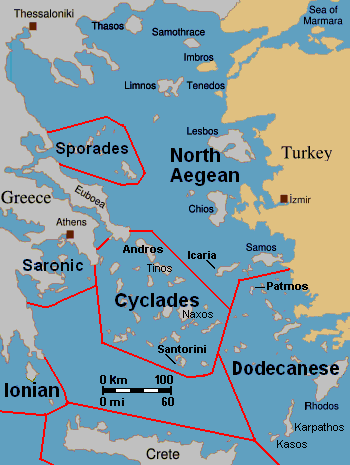
Quần đảo Biển Aegea với các nhóm đảo thành phần

Quần đảo Aegea (tiếng Hy Lạp: Νησιά Αιγαίου, chuyển tự: Nisiá Aigaíou; tiếng Thổ Nhĩ Kỳ: Ege Adaları) là một nhóm các đảo tại biển Aegea, phía tây và bắc là Hy Lạp đại lục còn phía đông là Thổ Nhĩ Kỳ; đảo Crete phân định ranh giới của biển ở phía nam, cònRhodes, Karpathos và Kasos ở phía đông nam. Tên tiếng Hy Lạp cổ đại của quần đảo Biển Aegea, Archipelago (ἀρχιπέλαγος) về sau được áp dụng cho các quần đảo mà nó bao gồm và hiện được sử dụng để chỉ bất kỳ nhóm đảo nào trong các ngôn ngữ châu Âu.
Quần đảo Aegea thuộc chủ quyền của Hy Lạp. Các đảo tương đối lớn thuộc chủ quyền của Thổ Nhĩ Kỳ trên biển Aegea là Imbros (Gökçeada) và Tenedos (Bozcaada) ở cực đông bắc của biển. Ngoài ra, Thổ Nhĩ Kỳ cũng sở hữu một số đảo nhỏ ở ngoài khơi bờ biển phía tây của mình.
Quần đảo Aegea về mặt truyền thống được chia thành bảy nhóm, từ bắc xuống nam:
- Quần đảo Đông Bắc Aegea
- Sporades
- Euboea
- Quần đảo Argo-Saronic
- Cyclades
- Dodecanese (Nam Sporades)
- Crete

Thuật ngữ Quần đảo Aegea thuộc Ý (tiếng Ý: Isole Italiane dell-'Egeo) đôi khi được sử dụng để chỉ phần của quần đảo Aegean bị Ý chinh phục trong chiến tranh Ý-Thổ Nhĩ Kỳ năm 1912 và bị thôn tính (thông qua Hiệp ước Lausanne) từ năm 1923 cho đến 1947: Dodecanese, bao gồm Rhodes và Kastelorizo.